# Campbelltown, New South Wales
Campbelltown este o suburbie în Sydney, Australia.